# Ski Center Latemar

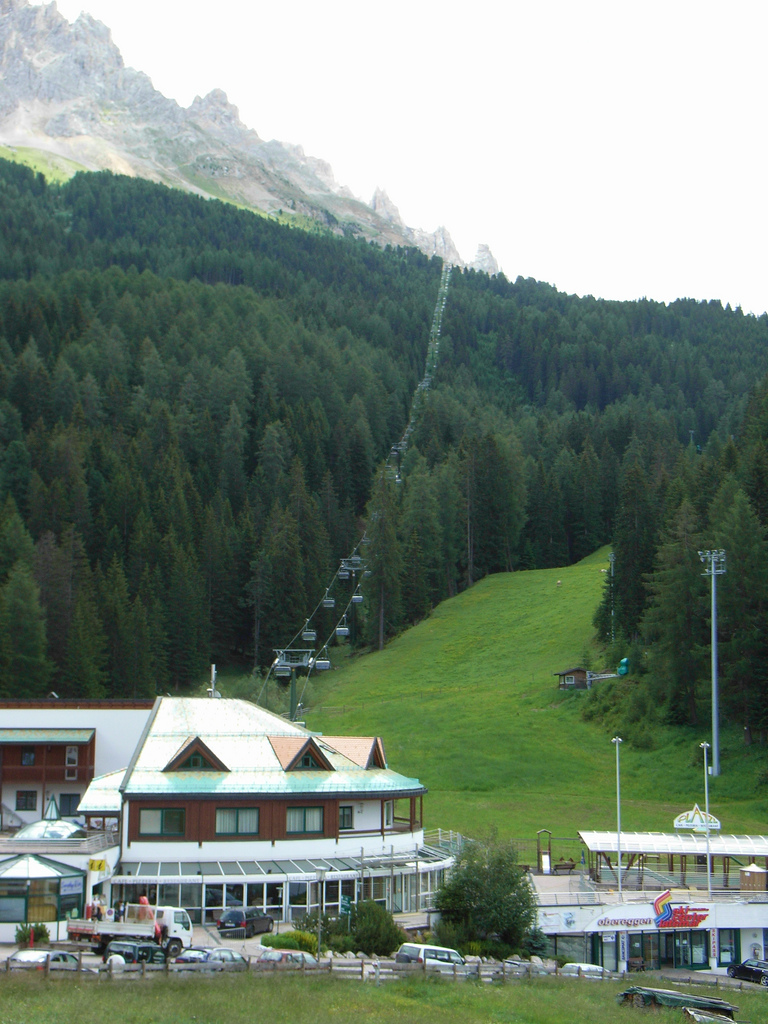
Ski Center Latemar in Obereggen

Das Ski Center Latemar ist ein Skigebiet in Italien. Es befindet sich zu Teilen in Südtirol, zu Teilen im Trentino. Die Pisten befinden sich an den Hängen des Latemar (Dolomiten) und der Fleimstaler Alpen um das Reiterjoch.
Aus den Orten Obereggen, Pampeago und Predazzo ist ein Zugang zu den 38 Pisten und Teilabschnitten verschiedenen Schwierigkeitsgrades mit einer Gesamtlänge von 44,3 km möglich. Darunter finden sich 9,22 km (21,6 %) leichte, 27,48 km (64,4 %) mittelschwere und 5,97 km (14 %) schwere Pisten sowie ein Snowpark für Snowboarder und Freestyleskifahrer.
Im Skigebiet befinden sich 18 Aufstiegsanlagen, zwei Kabinenbahnen, ein Telemixsystem (Kabinen und Sessel), 2 fix geklemmten Sessellifte, elf kuppelbaren Sessellifte, darunter eine 8ter und zwei 6er Sesselbahn sowie zwei Schlepplifte. 5 dieser Anlagen transportieren auch im Sommer auch Wanderer ins Latemargebiet. Die Gesamtförderleistung aller Liftanlagen liegt bei 36340 Personen pro Stunde. 1985 begann man die Pisten zusätzlich durch Schneekanonen zu beschneien, inzwischen decken 115 Schneekanonen 100 % der Pistenfläche ab. Die Basis des Beschneiungsystems bildet ein Leitungssystem von 36,5 km Länge und Wasserreserven von über 48.000 m³.
Das Ski Center Latemar ist Mitglied in der Vereinigung Dolomiti Superski.